# Chumburung
El chumburung (o kyongborong, o nchumburu, etc) és una llengua guang septentrional que parlen els nchumburus i els yejis que viuen a les regions Septentrional, Brong-Ahafo i Volta. La majoria dels nchumburus viuen a l'antic regne de Chumburung que ocupava els dos vessants de l'extrem sud-occidental del llac Volta. El seu codi ISO 369-3 és ncu i el seu codi al glottolog és chum1261.

## Família lingüística
Segons Ethnologue, el chumburung forma part del subgrup de llengües guangs septentrionals, que formen part de la família de les llengües kwa, que són llengües Benué-Congo. Les llengües guangs septentrionals són el foodo, el dompo, el dwang, el foodo, el gikyode, el ginyanga, la llengua gonja, el kplang, el krache, el nawuri, el nchumbulu, el nkami, el nkonya i el tchumbuli. Segons el glottolog el chumburung és una de les sis llengües del subgrup de les llengües guang del riu Oti Septentrional. Les altres llengües d'aquest grup són el dwang, el kplang, el krache, el nchumbulu i el tchumbuli.

## Situació geogràfica, població i pobles veïns
Segons l'ethnologue, el 2004 hi havia 69.000 parlants de chumburung, que inclouen 2.700 yeyis. Segons el joshuaproject hi ha 86.000 nchumburus i 2.700 yejis que parlen el chumburng a Ghana.
El territori de parla chumburung està situat al districte de Gonja Oriental, a la regió Septentrional, al districte de Sene, a la regió Brong-Ahafo i al districte de Krachi, a la regió Volta, en una zona triangular al sud del llac Volta, al nord-oest del riu Daka. Els yejis viuen al sud del llac Volta.
Segons el mapa lingüístic de l'ethnologue hi ha dos territoris de parla chumburung: són dues zones veïnes a ambdues vessants del llac Volta, al centre del país. El territori situat més a l'oest està situat al centre del país i limita amb el llac volta a l'est i nord-est, amb els gonja al nord i amb els kplangs al sud. El territori més oriental està a l'est del llac Volta, amb el que limita al sud i sud-oest. Al nord-oest limiten amb els gonja, a l'est limiten amb els nawuris i al sud limita amb els kraches.

## Dialectes i semblança amb altres llengües
Els dialectes del chumburung són el chumburung occidental, el chumburung oriental i el yeji.
Segons l'ethnologue el chumburung és intel·ligible amb el krache. A nivell lèxic, és un 77% similar amb el kplang, un 78% amb el krache, un 69% amb el dwang, un 67% amb el nawuri i el gikyode i un 60% amb el gonja.

## Sociolingüística, estatus i ús de la llengua
El chumburung és una llengua desenvolupada (EGIDS 5): és utilitzada per persones de totes les edats de manera vigorosa en tots els dominis, té literatura i està estandarditzada, tot i que no és totalment sostenible. Té diccionari, gramàtica i el 2010 s'hi va traduir la Bíblia. El 24% dels que tenen el chumburung com a llengua materna i el 50% dels que la tenen com a segona llengua estan alfabetitzats en aquesta llengua. Els yejis poden llegir el chumburung. El chumburung s'escriu en alfabet llatí des del 1985.